# فريال الأدهمي
فريال الأدهمي (ولدت 1950 في بغداد، بالعراق)، وتعيش الآن في البحرين، وهي فنانة عراقية/إنجليزية الجنسية. ولدت في بغداد، وتخرجت من جامعة بغداد. أحدث تشكيلة فنية لها هي: "البطاقات البريدية من ميسوبوتاميا"، المستوحاة من تفاعلها مع مأساة نهب متحف بغداد في 2003.
شاركت في العديد من المتاحف المتكافلة، في المنطقتين لندن، والخليج العربي.